# KIN/キン
『KIN/キン』（Kin）は2018年のアメリカ合衆国のSF映画。監督はジョナサン・ベイカーとジョシュ・ベイカー、主演はマイルズ・トゥルイットが務めた。本作は両監督が2014年に発表した短編映画『Bag Man』を長編映画化したものである。
アメリカでは2018年8月31日に公開されており、日本では2019年11月29日に公開される。

## ストーリー
14歳のイライジャ・ソリンスキーは厳格な養父、ハルと共にデトロイトで暮らしていた。イライジャが廃屋で銅線を探していると、多数の遺体と見なれない武器の数々を発見した。イライジャが武器の一つを手に取ったところ、武器が起動してしまった。怖くなったイライジャは慌てて自宅へと逃げ帰った。その日の夜、イライジャの夢に例の武器が出てきたため、気になったイライジャはこっそりと自宅を抜け出した。特に何もなかったのでイライジャが帰宅すると、ハルとその実の息子であるジミーが口論になっていた。ジミーは地元の犯罪組織のボス、テイラーに6万ドルの借金があり、その返済金確保のための窃盗に協力して欲しいとハルに懇願したが、ハルはジミーを家から叩き出した。翌日の夜、ハルはジミーとテイラーが自身のオフィスの金庫を盗もうとしている現場に出くわした。ハルがそれを咎めたところ、テイラーはハルを射殺した。怒ったジミーはテイラーの弟を報復として殺害し、金庫の金を持ち逃げした。逃走中、ジミーは「緊急事態が発生した。父さんは家に来られないが、タホ湖で落ち合うことになっている。」とイライジャに言った。ただならぬ雰囲気を感じたイライジャは例の武器をバックに入れ、2人はタホ湖へと向かった。その頃、テイラーはジミーとイライジャを殺すべく行動を開始していた。
逃走の旅の中で、イライジャとジミーは徐々に仲良くなっていった。宿泊のために立ち寄った町で、2人はストリップを観劇することにした。ジミーはストリッパーのミリーと一緒にステージで踊ろうとしたが、クラブの警備員たちがジミーを引きずり下ろしにかかった。イライジャが兄を救うために武器を取り出したところ、火の玉が発射され、クラブの壁を破壊してしまった。一同が放心状態になっている隙を突いて、イライジャとジミー、ミリーの3人はその場から逃げ去った。
その頃、一組の男女が火の玉の発射を確認し、直ちに現場に向かった。2人はイライジャが発見した武器と同じものを装備しており、現場に残された痕跡から例の武器の使用状況を追跡することができる。一方、イライジャらはモーテルに立ち寄るものの、慌ててストリップ劇場に大金を置いてきてしまったことに気付く。ジミーはイライジャをボスとして、ストリップ嬢の元締めが催す賭けポーカーを襲撃し、反撃には遭うものの例の武器のおかげで大金を取り戻す。
ネバダの高級ホテルに泊まったイライジャは、ジミーとともに指名手配されていることを知り、ジミーが自分を騙していたことを知る。ジミーはイライジャを説得しホテルのカジノから逃げようとするがイライジャの目の前で拘束されてしまう。例の武器は警察が押収する。イライジャは留置場のジミーと面会し、ジミーはハル殺害の真実を語るが、イライジャは善人はどんな困難な状況でも善行に努めるのだと言い残して立ち去る。
テイラーらはジミーの逮捕をニュースで知り、ネバダの警察に急行する。電動ノコギリなどを備えた彼らは警官を殺してジミーを留置場から引きずり出し、イライジャの行方を問い詰める。イライジャは保管庫にある例の武器を取り戻し、テイラーの配下をほぼ瞬時に抹殺する。FBIが現場に到着し、警察のSWATも包囲する中、ジミーはイライジャとともに決意を固め外に向かって投降姿勢を取るが、テイラーが背後から忍び寄り復讐を果たそうとする。そこへ、バイクの2人組が警察の包囲をやすやすと突破して現れ、署内に手榴弾のようなものを投げ込む。すると、武器なども含めイライジャと2人組以外の動きがすべて静止する。2人組はイライジャの仲間であると話し、その証にイライジャと同じ腕の傷を見せるとともに、未来ではイライジャのような存在が不可欠なのだと言う。そして、例の武器を戻すようにイライジャを説得し回収に成功する。ジミーに向けて発射された弾をテイラーの方に反転して、2人組は未来への時空の窓を開けて還っていく。間もなく時間が動き出し、テイラーは弾が当たって死亡し、警官隊が突入する。イライジャはジミーの罪の軽減を交換条件に例の武器の秘密を警察に教えるよう言われるが、ジミーと目配せを交わしてそれを拒否する。ミリーが現場に到着し、イライジャの様子をうかがうと、彼の手の甲に光るマークが現れる。

## キャスト
- イライジャ・ソリンスキー: マイルズ・トゥルイット
- ジミー・ソリンスキー: ジャック・レイナー
- ミリー: ゾーイ・クラヴィッツ
- テイラー・バリック: ジェームズ・フランコ
- モーガン・ハンター捜査官: キャリー・クーン
- ハル・ソリンスキー: デニス・クエイド
- 掃除夫: マイケル・B・ジョーダン

## 製作
2016年8月30日、マイルズ・トゥルーイット、ジャック・レイナー、ジェームズ・フランコ、ゾーイ・クラヴィッツ、デニス・クエイドが本作に出演するとの報道があった。9月9日、ライオンズゲートが本作の全米配給権を購入したと報じられた。10月24日、本作の主要撮影がカナダのトロントで始まった。11月30日、キャリー・クーンがキャスト入りした。
2018年2月12日、モグワイが本作で使用される楽曲を手掛けることになったと報じられた。4月26日、本作のオフィシャル・トレイラーが公開された。6月22日、サウンドトラックに収録される予定の楽曲、「We're Not Done (End Credits)」が公開された。8月31日、テンポラリー・レジデンス・リミテッドは本作のサウンドトラックを発売した。

## 興行収入
本作は『オペレーション・フィナーレ』と同じ週に封切られ、公開初週末に300万ドルから400万ドルを稼ぎ出すと予想されていたが、この予想は的中した。2018年8月31日、本作は全米2141館で公開され、公開初週末に303万ドルを稼ぎ出し、週末興行収入ランキング初登場12位となった。

## 評価
本作に対する批評家の評価は伸び悩んでいる。映画批評集積サイトのRotten Tomatoesには75件のレビューがあり、批評家支持率は31%、平均点は10点満点で4.9点となっている。サイト側による批評家の見解の要約は「ある部分では家族ドラマであり、別の部分ではSFアドベンチャー作品である。『KIN/キン』はその両者のバランスを取るのに苦心しているが、終盤のどんでん返しがその苦労を無に帰している。同作がテレビドラマの第1話だったなら、どんでん返しも上手く機能しただろうに。」となっている。また、Metacriticには20件のレビューがあり、加重平均値は35/100となっている。なお、本作のCinemaScoreはB+となっている。